# 松村優 (俳優)
松村 優（まつむら ゆう、1996年1月6日 - ）は、日本の俳優である。エイベックス・マネジメント所属。2021年2月末にグループ自体が活動終了するまで、『BoysAward Audition』の受賞者やファイナリストから構成されたエンターテイメント集団「イケ家!」のメンバーとして活動していた。

## 略歴
- 2015年4月29日に開催されたファッション＆音楽イベント『GirlsAward 2015 SPRING／SUMMER』で行われた『BoysAward Audition2015』最終審査にファイナリストとして登壇[4]。
- 2016年に舞台『大阪俳優市場2016春』[6]第3話『池袋レインボウズ ～チャレンジャーズ・ハイ！』Bキャスト[7]にてデビュー。
- 2016年、「ミュージカル『テニスの王子様』3rdシーズン 青学vs六角」9代目大石秀一郎 役で俳優として本格的に始動[8]。
- 2018年7月14日、『BoysAward Audition』の受賞者やファイナリストから構成されたエンターテイメント集団「イケ家!」のメンバーとなる[5]。
- 『イケメン革命◆アリスと恋の魔法 THE STAGE Episode 黒のキング レイ＝ブラックウェル』（2018年9月6日 - 11日、全労済ホール スペース・ゼロ）[2]にて自身初の主演・座長を務め、以後数多くの主演を務める。

## 人物
- 趣味はバスケットボール、カラオケ、ピアノ。特技はバスケットボール、歌。足のサイズは27.5cm[9]。
- 人見知りするタイプ[10]。
- 幼い頃よりボーイスカウトに所属。ボーイスカウト大和高田第2団出身[注釈 3]。
- 実家で犬を飼っていたが、本番期間中に亡くなってしまい、最期に会うことができなかった[注釈 1]。
- 写真撮影時に口が開けっ放しになる癖は本人も自覚している。
- 好みの女性のタイプは『丸顔』。好きな仕草は『う～顔』[注釈 4]。
- 憧れの芸能人はAAAの西島隆弘[4]。
- 好きなゲームは『ファイナルファンタジーVIII』[注釈 5]。
- 物真似が得意で、声優の若本規夫、増岡弘の物真似を披露し永田聖一朗らから「クオリティが高い」と評される[注釈 6]。
- 俳優・井阪郁巳とは幼なじみ[11]。

## 出演
※太字は主演作品

### 舞台
2016年
- 大阪俳優市場2016春（3月23日 - 28日、世界館）第3話『池袋レインボウズ ～チャレンジャーズ・ハイ！』Bキャスト
- ミュージカル『テニスの王子様』3rdシーズン - 大石秀一郎 役
  - 青学vs六角（12月22日 - 2017年2月12日、TOKYO DOME CITY HALL 他）

2017年
- ミュージカル『テニスの王子様』3rdシーズン - 大石秀一郎 役
  - Dream Live 2017（5月26日 - 28日、横浜アリーナ）
  - 青学vs立海（7月14日 - 10月1日、TOKYO DOME CITY HALL 他）
  - TEAM Party SEIGAKU・ROKKAKU（10月26日 - 11月5日、AiiA 2.5 Theater Tokyo 他）
  - 青学vs比嘉（12月21日 - 2018年2月18日、TOKYO DOME CITY HALL 他）

2018年
- ミュージカル『テニスの王子様』3rdシーズン - 大石秀一郎 役
  - Dream Live 2018（5月5日 - 20日、神戸ワールド記念ホール / 横浜アリーナ）

- WBB vol.14『Secret code～幻のゲームオーバー～』（7月20日 - 31日、新神戸オリエンタル劇場 / 紀伊國屋サザンシアター TAKASHIMAYA）- ぽよ 役
- イケメン革命◆アリスと恋の魔法 THE STAGE Episode 黒のキング レイ＝ブラックウェル（9月6日 - 11日、全労済ホール スペース・ゼロ）-  レイ＝ブラックウェル 役
- イケ家！presents「Performance Carnival！」vol.3（10月26日 - 29日、ウッディシアター中目黒）- 村松ユウスケ 役
- 歳が暮れ・るYO 明治座大合戦祭（2018年12月28日 - 31日、明治座 / 2019年1月19日、梅田芸術劇場）- 内藤昌豊 役

2019年
- 舞台「真・三國無双 赤壁の戦い」（2月7日 - 17日、シアター1010）- 周倉 役
-  舞台版『 BLACK BIRD』（3月27日 - 31日、博品館劇場）- 烏水匡 役
- DYNAMIC CHORD the STAGE（5月11日 - 15日、ヒューリックホール東京）- Toi 役
- バクステ!!（6月5日 - 16日、赤坂RED/THEATER）- 嶋 役
- 舞台「かくりよの宿飯 折尾屋編」（7月17日 - 21日、俳優座劇場）- 乱丸 役
- 男子はつらくないよ？？（8月7日 - 11日、よみうりホール）- ナオキ 役
- タクフェス第7弾『流れ星』（10月12日 - 12月8日、新潟市民芸術文化会館りゅーとぴあ・劇場 / 足利市民プラザ文化ホール / 電力ホール / 道新ホール / ももちパレス大ホール / サンシャイン劇場 / ウインクあいち / 梅田芸術劇場シアター・ドラマシティ）- 一平 役、信彦 役
-  イケメン戦国 THE STAGE 番外編～はじまりの物語～（12月26日 - 30日、博品館劇場）- 伊達政宗 役

2020年
- 天才てれびくん the STAGE ～てれび戦士REBORN～（1月23日 - 2月2日、ヒューリックホール東京 / COOL JAPAN PARK OSAKA WWホール）- テニスキング 役
- 舞台「死の泉」（2月27日 - 3月15日、紀伊国屋ホール / 近鉄アート館）- ゲルト 役
- THE★JINRO ―イケメン人狼アイドルは誰だ！！―（6月30日 - 7月5日、新宿シアターモリエール）青野冷 役
- 舞台「ハンズアップ」（11月18日 - 23日、シアター1010） - 牧村直道 役

2021年
- 舞台「レ・ミゼラブル～惨めなる人々～」（6月12日 - 20日、シアターΧ） - マリウス 役
- 舞台「信長の野望・大志 ～最終章～ 群雄割拠 関ヶ原」（7月23日 - 29日、かめありリリオホール） - 井伊直政 役
- 春風外伝2021（10月21日 - 25日、新国立劇場 中劇場） - 平賀源ノ助 役
- 舞台「滄海天記・序篇～天月、闇に墜つ～」（12月8日 - 13日、シアター1010） - 月読命 役

2022年
- 舞台版『誰ガ為のアルケミスト』-Last Blue 漆黒から、君ニ-（2月20日 - 27日、新宿FACE）- バシーニ 役
- 舞台「レ・ミゼラブル～惨めなる人々～」（5月21日 - 29日、シアターΧ） - マリウス 役
- パフォーマンスユニットTWT 「It's my life強烈！花と嵐のミヤコパレス」小道つなぐ役
- イケメンシリーズ THE STAGE～世界を駆けて、祝祭を～（9月24日 - 28日、シアター1010） - レイ＝ブラックウェル 役
- 演劇版「斬舞踊」（11月24日 - 27日、ブディストホール） - カムムスビ 役

2023年
- 舞台「滄海天記 陽炎篇」（2月10日 - 14日、シアター1010） - 月読命 役
- ミステリ・ミュージカル「ルームメイトと謎解きを」（11月18日 - 26日、サンシャイン劇場）  - 元村瞬 役

2024年
- ACTORS STAND vol.1（4月17日 - 21日、赤坂RED/THEATER）
- 舞台「淡海乃海-天下静謐の雫となりて-」（5月29日 - 6月2日、草月ホール） - 足利義輝 役
- 舞台「マクラコトバ」（7月4日 - 8日、あうるすぽっと）
- イケメン戦国THE STAGE～FINAL～（8月8日 - 12日、シアター1010） - 伊達政宗 役
- 燃ゆる暗闇にて（10月5日 - 13日、サンシャイン劇場） - アルベルト 役

2025年
- サルメカンパニー＆クリオネプロデュース「12人のヒトラーの側近」（4月12日 - 15日、吉祥寺シアター）
- LEGENDSTAGE feat. カムカムミニキーナ「よろしく候〜BOTTOM OF HEART〜」（6月26日 - 30日〈予定〉、シアター1010） - 望月亀弥太 役
- 舞台「アーモンド」（8月30日 - 9月21日〈予定〉、シアタートラム / 近鉄アート館） - ユン教授 役

### Web番組・動画配信

#### レギュラー番組
- ニコニコ生放送有料チャンネル『永田聖一朗・松村優のWhat do you say?』（2018年9月18日 - 2020年2月25日）- メインMC[66]
- AGARUTV（アガるTV）『イケイケイケ家！』（2019年2月15日 - 不定期配信）- 回替わりMC[67]

#### ゲスト・単発
- LINE LIVE『「イケメン革命THE STAGE」稽古場スペシャル生トーク！』（2018年8月28日 配信）[68]
- ONSTAGE『ご注文はスマイルですか？（MC川﨑優作）第3回「幼稚園生とドイツの強い女になってみた」』（2018年10月30日 配信）- ゲスト[69]
- Twitterライブ『僕魔法 公演直前SP！』（2019年2月20日 配信）[70]
- LINE LIVE『LINE LIVE Mission in B.A.C』（2019年6月18日 配信）- ゲスト[71]
- Twitterライブ『僕魔法 公演直前SP！』（2019年12月3日 配信）[72]

### 朗読劇
- 僕らは人生で一回だけ魔法が使える（2019年2月28日 - 3月2日、ヒューリックホール東京）- ナツキ 役[73]
- 僕らは人生で一回だけ魔法が使える 再演（2019年12月10日 - 15日、品川プリンスホテル クラブeX）- ナツキ 役[74]

### イベント
- ミュージカル『テニスの王子様』 大石秀一郎 役関連
  - TSC会員限定イベント「テニミュ サポーターズクラブ プレミアム パーティー vol.11」（2016年11月1日、品川プリンスホテル ステラボール）[75]
  - ジャンプフェスタ2017（2016年12月17日 - 18日、幕張メッセ） マーベラスブース - テニミュVR（映像出演）[76]
  - Blu-ray＆DVD発売記念イベント
    - 青学vs六角 大阪近郊会場 （2017年7月29日、泉佐野市立文化会館 エブノ泉の森ホール）[77]
    - Dream Live 2017 夜の部 （2017年11月24日、かつしかシンフォニーヒルズ モーツァルトホール）[78]
    - 青学vs立海 東京近郊会場 （2018年5月11日、和光市民文化センター サンアゼリア 大ホール） [79]
    - 青学vs比嘉 東京近郊会場 （2018年8月24日、多摩市立複合文化施設パルテノン多摩 大ホール）[80]

  - ミュージカル『テニスの王子様』15周年記念 シャカリキ応援！テニミュ上映祭（映像出演）[81]
    - 青学vs六角 （2018年6月16日、新宿ピカデリー 他）
    - 青学vs立海 （2018年6月23日、新宿ピカデリー 他）
    - 青学vs比嘉 （2018年6月30日、新宿ピカデリー 他）
- 郁巳と仁愛のファン感謝イベント『しゃべり部！』初部会（2018年3月24日 - 25日、東京カルチャーカルチャー）- 3月25日ゲスト[82]
- DERAGAYA！宇野結也  Birthday Event ～結～（2018年5月21日、四谷区民ホール） - 映像出演
- 劇団ジャングルEX第2幕 納谷健・松村優（2018年5月27日、インディペンデントシアター2nd / 6月2日、全電通労働会館）[83]
- 永田聖一朗 20th Birthday Event（2018年7月1日、スペースFS汐留）- ゲスト[84]
- イケ家！presents 「Performance Carnival！」 extra edition（2018年7月13日 - 16日、上野ストアハウス）- 7月14日アフタートークゲスト[85]
- a-nation 2018 supported by dTV & dTVチャンネル（2018年8月18日 - 26日、長居陸上競技場（ヤンマースタジアム長居） / 東京スタジアム（味の素スタジアム） 他）Community Stage[86]
- Rakuten GirlsAward 2018 AUTUMN/WINTER（2018年9月16日、幕張メッセ） - ゲスト[87]
- 松村優バースデーイベント『松村優 23歳だヨ！全員集合』（2019年1月14日、道玄坂フォトスタジオ）[88]
- 大薮丘 vs 大隅勇太「スマチャレ!!第8弾“和風男子”対決」（2019年1月20日、渋谷・ファッションインキュベーション）- 第1部・第2部ゲスト[89]
- a-books GRAVURE 2019 -Men's Collection-　発売記念イベント（2019年2月23日、三省堂書店名古屋本店 / 3月25日、神保町書泉グランデ）[90][91]
- ニコニコ超会議　超2.5次元俳優ステージ（2019年4月27日 - 28日、幕張メッセ）- 28日12:15の回ゲスト[92]
- イケ家！ファンイベント －令和元年－（2019年6月2日、エイベックス本社ビル17F）2部[93]
- 永田聖一朗 21st Birthday Event（2019年8月4日、音楽之友社 音楽の友ホール）- 昼の部ゲスト[94]
- 舞台「男子はつらくないよ？？」上映会イベント（2019年12月7日、ユナイテッド・シネマとしまえん）- ナオキ 役（映像出演）[95]